# Françoise d'Aubigné
Françoise d'Aubigné (čitaj: Fransoez d'Ubinji), markiza od Maintenona (27. studenoga 1635., Niort, Francuska-15. travnja 1719., Saint-Cyr-l'École, Francuska) bila je francuska plemkinja i supruga kralja Luja XIV. nakon što je njegova žena, kraljica Marija Terezija umrla 1683., premda nikada nije razjašnjeno jesu li se vjenčali 1683. ili pak 1684. Premda je bila kraljeva supruga njihov morganatski brak nikada nije bio službeno priznat, pa Françoise nikada nije bila smatrana kraljicom i nikada nije bila oslovljavana s "Vaše Veličanstvo", već s "Madam". Bila je prisutna na smrtnoj postelji Luja XIV., a nakon njegove smrti otišla je iz Versaillesa, ali i dalje nastavlja izgrađivati internacionalne odnose i baviti se politikom. Godine 1719. umire u Saint-Cyr-l'Écoleu u 83. godini života.